# توکو-استاوونیک
توکو-استاوونیک (روسی: Токинский Становик) یک رشته‌کوه در استان یاقوتستان کشور روسیه است.